# Pavel Vinogradov
Pour les articles homonymes, voir Vinogradov.
Pavel Vladimirovitch Vinogradov (en russe : Павел Владимирович Виноградов) est un cosmonaute russe, né le 31 août 1953 à Magadan, en RSFS de Russie (Union soviétique).

## Biographie
Diplômé de l'institut d'aviation de Moscou en 1977, il est marié, et a trois enfants.
Il a été sélectionné comme cosmonaute le 3 mars 1992 dans le groupe NPOE10.
Pavel Vinogradov était au départ assigné au Soyouz TM-24 vers Mir, mais un problème physique du commandant Guennadi Manakov fit basculer l'équipage de réserve en principal. Il est depuis 2007 chef adjoint du centre des astronautes RKKE avec Alexandre Kaleri.

## Vols réalisés
Vinogradov totalise trois vols spatiaux.
- Le 5 août 1997, il s'envole  à bord de Soyouz TM-26 comme ingénieur de vol, pour la mission EO-24, à bord de Mir; au cours de cette mission, il effectua 5 sorties extravéhiculaires (EVA) d'entretien de Mir. Il revient sur Terre le 19 février 1998.
- Le 30 mars 2006, il s'envole à bord de Soyouz TMA-8 et est commandant de la station spatiale internationale lors de l'Expédition 13. Il réalise une sortie extravéhiculaire (EVA); il revient sur Terre le 29 septembre 2006.
- Le 28 août 2013, il s'envole  à bord de Soyouz TMA-08M à nouveau à bord de l'ISS. Il participe aux expéditions 35 et 36 et commande la seconde. Pavel Vinogradov réalise une EVA au cours de cette mission.

## Galerie

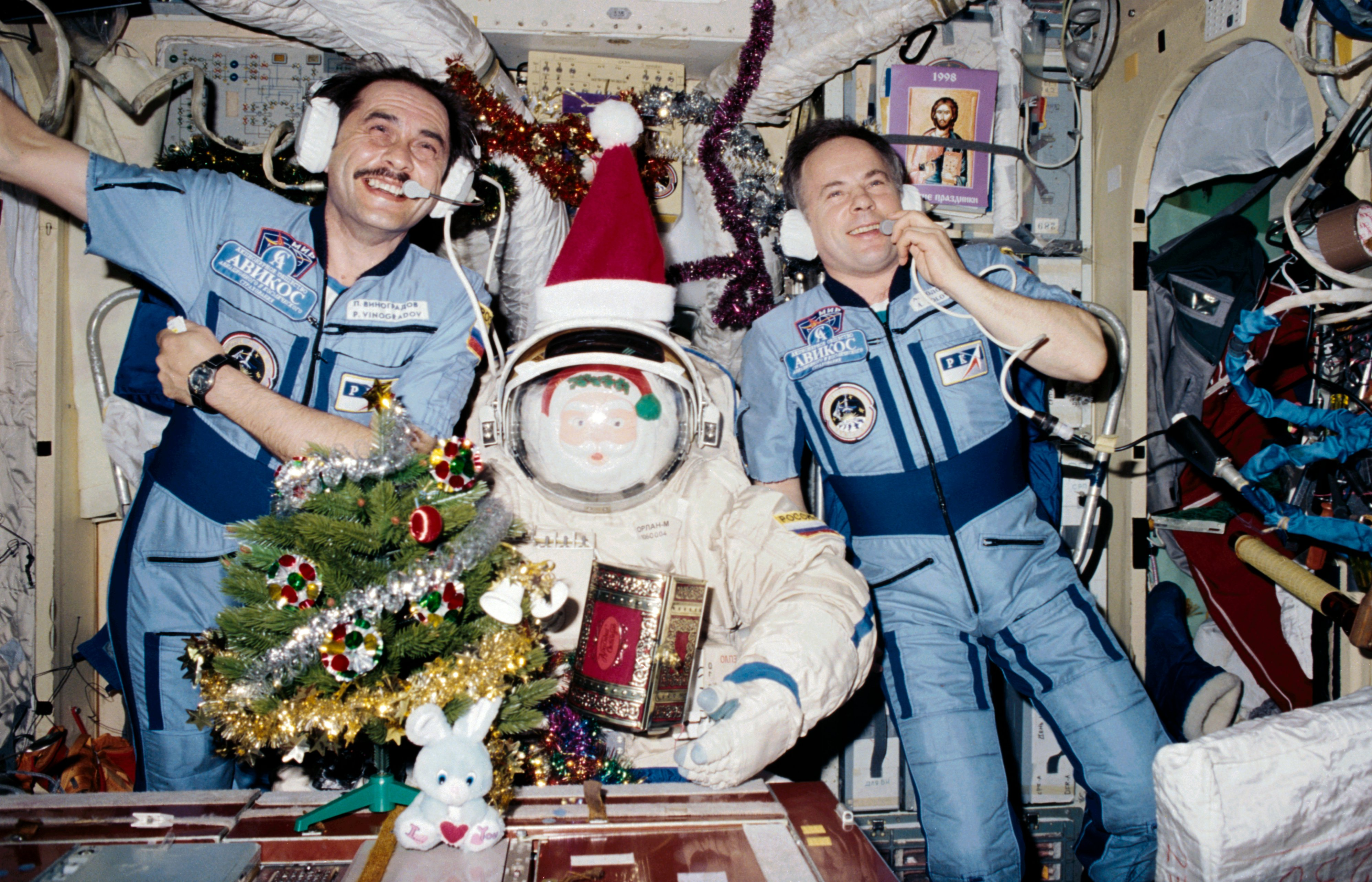
Pavel Vinogradov durant le Noël russe en 1997, dans Mir, lors de sa première mission.
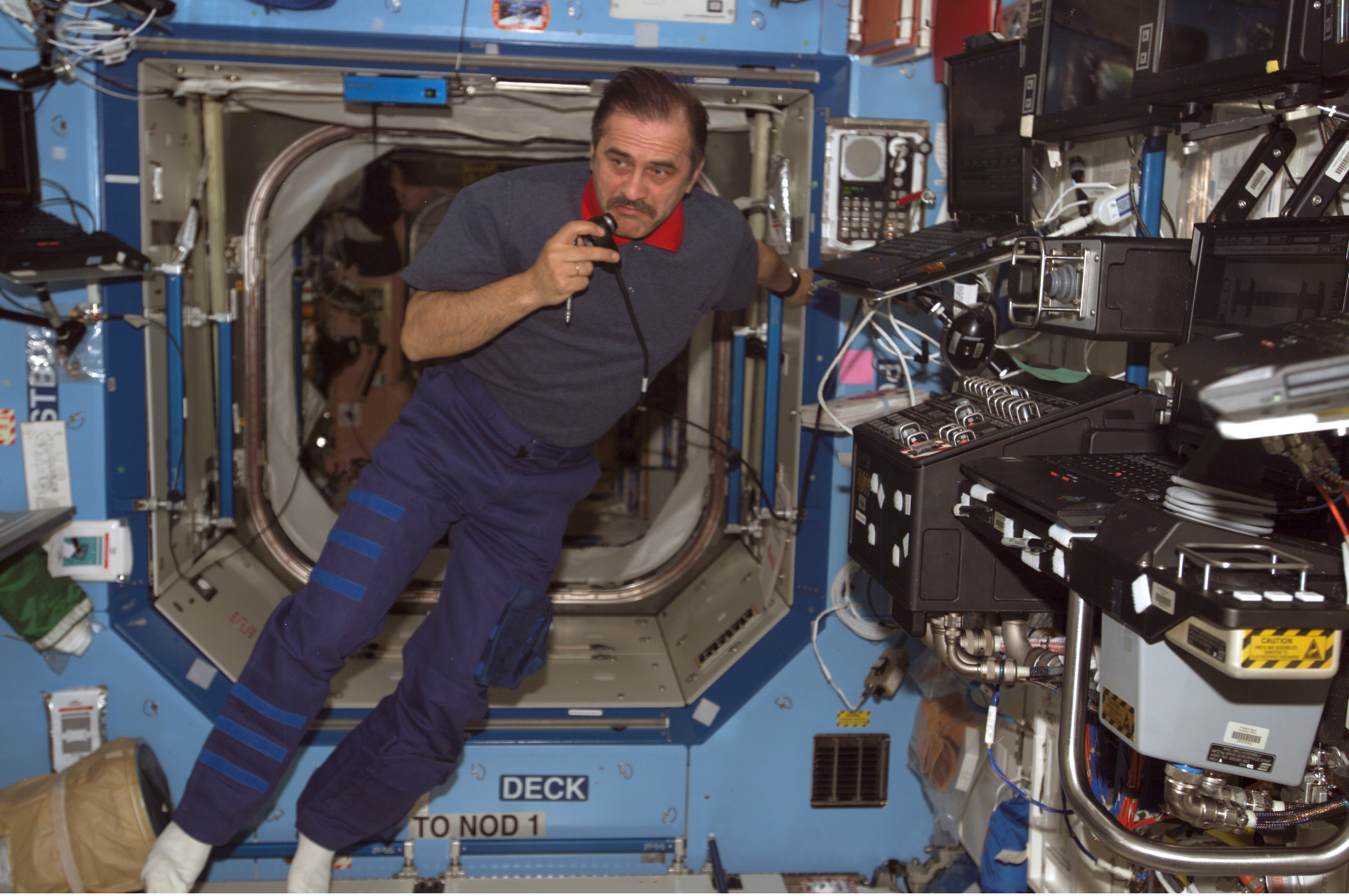
Dans le module Destiny de l'ISS lors de l'expédition 13.
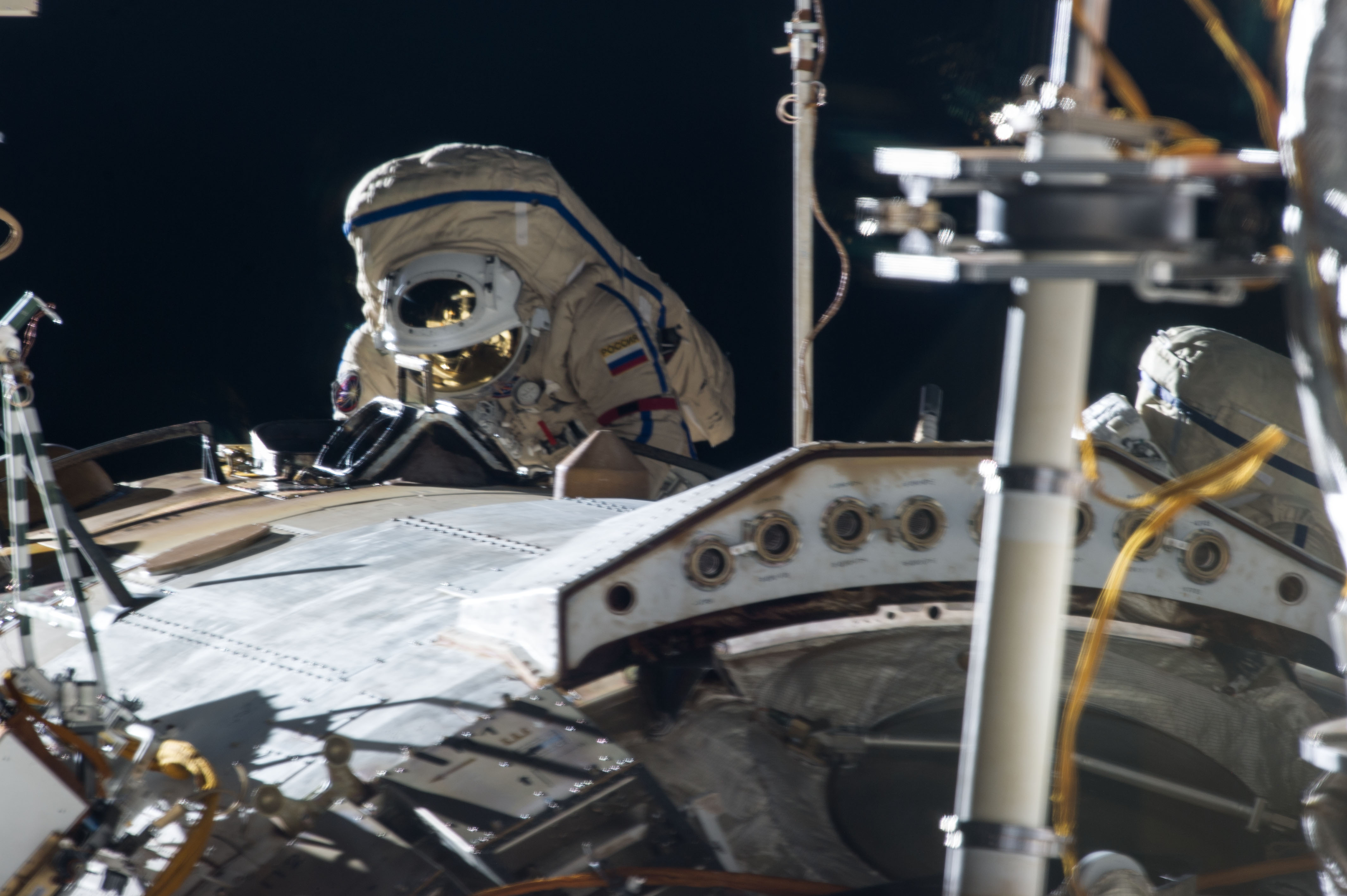
Durant l'expédition 35, lors de sa dernière sortie en date.